# Aigrette (Q38)
Pour les articles homonymes, voir Aigrette.
L'Aigrette est un sous-marin de la marine nationale française construit à Toulon à partir de 1902.

Il fait partie des deux submersibles de la classe Aigrette.

## Historique
L'Aigrette est le premier submersible au monde à être équipé d'un moteur Diesel en remplacement des moteurs à essence traditionnellement utilisés.
Le type de sous-marins équipant la Marine Nationale n'ayant pas encore été choisi, le submersible Z est conduit avec l'Aigrette le 18 juillet 1904 au port de Cherbourg pour des tests de comparaison devant une commission spéciale. Ce sera ce dernier qui sera désigné pour continuer les études sur les submersibles.
Le 5 octobre 1904, une fuite d'hydrogène de ses batteries entraîne l'explosion de plusieurs éléments.
Le 13 mai 1908, il est envoyé à Toulon pour servir à l'École de Navigation Sous-Marine.
Le 26 novembre 1911, le torpilleur de haute mer le Siroco l'aborde en rade de Brest à petite vitesse, ne provoquant que de légères avaries.
Durant la Grande Guerre, l'Aigrette n'assure qu'un rôle purement défensif notamment, au gré des affectations, des ports militaires de Brest et de Cherbourg.

En 1916, elle participe à des essais de systèmes coupe-filet anti-sous-marins qui, bien qu'ils soient couronnés de succès, ne seront jamais utilisés en opération sur d'autres bâtiments jusqu'à la fin de la guerre.
Ce submersible est retiré du service actif le 12 novembre 1919.
Le 14 avril 1920, il est vendu à Toulon à la Société de matériel naval du Midi avec 4 autres sous-marins pour 351 964 francs.